# Antropologie arheologică
Antropologia arheologică reconstruiește, descrie și interpretează comportamentele umane și modelele culturale prin analiza rămășițelor materiale, fiind centrată cu predilecție pe studiul preistoriei, adică a perioadei premergătoare invenției scrisului (cca 4000 ani î.H.).
În ultimul timp se vorbește de o ramură aparte a antropologiei arheologice care se ocupă cu studiul situației actuale a societăților. Disciplina a căpătat numele de garbologie (garbage = gunoi). Antropologii acestei noi discipline își propun să analizeze rămășițele consumului oamenilor contemporani, pentru a-și da seama de ceea ce au făcut efectiv oamenii, de ce au consumat efectiv, de cursul gospodăriei oamenilor.
O altă ramură a antropologiei arheologici este cea care se ocupă cu studiul rămășițelor lucrurilor confecționate de oameni (artefacte – pe linia arheologiei ceramice).
În cadrul antropologiei arheologice se distinge prezența unei discipline numite ecologie care este studiul interrelațiilor dintre ființele vii și mediul lor înconjurător. Organismele și mediul înconjurător împreună constituie un ecosistem. Ecologia umană studiază ecosistemele ce includ oamenii, accentuând căile prin care oamenii influențează natura, iar natura influențează organizarea socială și valorile culturale. O subramură a ecologiei este paleoecologia ce își orientează atenția înspre ecosistemele din trecut.

## A se vedea și
- Antropologie (dezambiguizare)